# Enrôlés de Force
Enrôlés de Force (en luxemburgués: Zwangsrekrutéierten, en alemán: Zwangsrekruten, en español: Reclutas Forzosos) fue un grupo de presión y partido político monotemático luxemburgués. Buscaba representar los intereses de las 12.000 personas que habían sido reclutadas por la Wehrmacht durante la ocupación alemana de Luxemburgo durante la Segunda Guerra Mundial.
El partido trató de reclamar una compensación para los reclutados por el gobierno de Alemania Occidental como víctimas de la Alemania nazi. Enrôlés de Force ganó un solo escaño en la cámara de diputados en las elecciones legislativas de 1979, habiendo obtenido el 4,4% de los votos. En la cámara presionaron para que el gobierno de Luxemburgo reconociera oficialmente que los reclutas eran víctimas de la Alemania nazi, lo que se logró el 12 de junio de 1981, que puso fin a un debate nacional de treinta años. El partido se disolvió después de lograr este éxito, y su único diputado se unió al Partido Popular Social Cristiano.
Enrôlés de Force fue el segundo partido en representar este interés, después del Movimiento Popular Independiente, que había obtenido dos escaños en las elecciones de 1964.

## Resultados electorales

### Elecciones generales
| Año  | Votos   | %         | Escaños |
| ---- | ------- | --------- | ------- |
| 1979 | 135,360 | 4,45 (#6) | 1/59    |